# دال دماغه
دال دماغه (نام علمی: Gyps coprotheres) نام یک گونه از سرده دژکاک است.